# Joaquín Solano Chagoya
Joaquín Solano Chagoya   (2 de juny de 1913 - 15 de febrer de 2003) va ser un genet mexicà que va competir durant la dècada de 1940.
El 1948 va prendre part en els Jocs Olímpics d'Estiu de Londres, on va disputar dues proves del programa d'hípica amb el cavall 	Malinche. En el concurs complet per equips va guanyar la medalla de bronze, mentre en el concurs complet individual fou vint-i-tresè.